# Joan d'Orleans (duc de Guisa)
Joan d'Orleans, duc de Guisa (París, 1874 - Larache, 1940) fou príncep de sang de França i cap de la casa reial dels Orleans, considerat pels orleanistes com a rei titular de França sota el nom de Joan III. Portà el títol de duc de Guisa.
Nascut el 4 de setembre de l'any 1874 a París, essent fill del príncep Robert d'Orleans i de la princesa Francesca d'Orleans. Essent net, per via paterna, del príncep Ferran Felip d'Orleans i de la duquessa Helena de Mecklenburg-Schwerin i per via materna del príncep Francesc d'Orleans i de la princesa Francesca Carolina del Brasil.
L'any 1899 es casà amb la princesa Isabel d'Orleans, filla del príncep Felip d'Orleans i de la princesa-infanta Maria Isabel d'Orleans. La parella tingué quatre fills:
- SAR la princesa Isabel d'Orleans, nascuda el 1900 a Larache i morta el 1983 a París. Es casà en primeres núpcies amb el comte d'Harcourt i en segones núpcies amb el príncep Pere Murat.

- SAR la princesa Francesca d'Orleans, nascuda el 1902 a Larache i morta el 1953 a París. Es casà amb el príncep Cristòfor de Grècia.

- SAR la princesa Anna d'Orleans, nascuda el 1906 a Larache i morta el 1986 a Florència. Es casà amb el príncep Amadeu de Savoia-Aosta, tercer duc d'Aosta.

- SAR el príncep Enric d'Orleans, nascut a Larache el 1908 i mort el 1999 a París. Es casà amb la princesa Isabel del Brasil.

L'any 1926 esdevingué cap de la casa reial dels Orleans a conseqüència de la mort del príncep Felip d'Orleans sense descendència. Felip era cunyat del duc de Guisa, ja que aquest es casà amb la seva germana. Des de 1926 i fins a 1940, any de la seva mort, el duc de Guisa fou el cap dels Orleans.